# Egzonim
Egzonimi (grč. éxō = izvan, ónyma = ime) su pohrvaćeni nazivi za strane toponime, nastali zbog dodira kultura i jezika, a razlikuju se od izvornoga naziva zbog prilagodbe hrvatskome jeziku.

## Primjeri egzonima
- Egzonimi nekih gradova (u zagradama su endonimi):

Beč (Wien), Rim (Roma), Atena (Athina), Budimpešta (Budapest), Solun (Thessaloniki), Prag (Praha), Pariz (Paris), Napulj (Napoli), Firenca (Firenze).
- Neki su egzonimi nestali, ali su bili česti u povijesti:

Dražđani (Dresden), Jakin (Ancona), Lipisko (Leipzig), Turin (Torino), Monakov (München), Gradac (Graz), Navijork (New York).
- Neki su egzonimi specifični za određeno povijesno razdoblje:

Mleci (Venecija), Carigrad (Istanbul), Požun (Bratislava).
- U egzonime ulaze i kroatizirani nazivi država:

Mađarska, Velika Britanija, Njemačka, Češka, Austrija, Poljska, Rusija...

## Unutarnje poveznice
- Endonim
- Onomastika
- Hrvatska imena za države

## Vanjske poveznice
- Dunja Brozović Rončević: Use of exonyms in Croatia[neaktivna poveznica] (PDF)